# Médaille commémorative de la guerre 1870-1871
La médaille commémorative de la guerre 1870-1871 est une médaille créée par la loi du 9 novembre 1911 décernée aux combattants de la guerre de 1870-1871 qui justifiaient de leur présence sous les drapeaux, en France ou en Algérie, entre les mois de juillet 1870 et de février 1871 inclus.

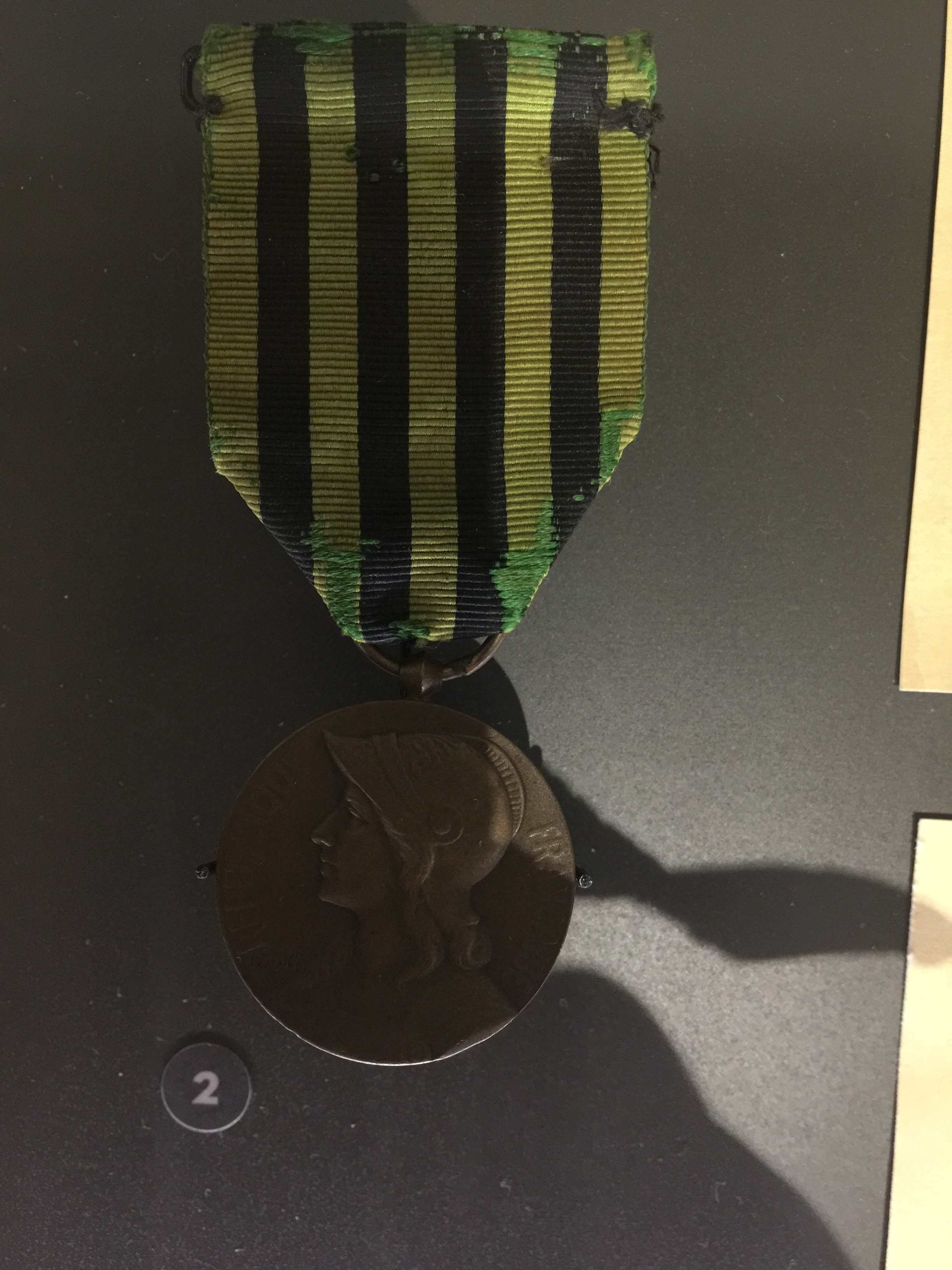
La médaille commémorative de la guerre 1870-1871 de Henri de Gaulle.

Selon une publication du Souvenir français, le texte de la loi est complété par un addendum du Sénat le 1er février 1912. Il élargit aux médecins, infirmiers, infirmières et aumôniers ayant porté un concours effectif aux opérations de la guerre de 1870 et qui ont soigné des blessés dans les ambulances. D'autres catégories ont à cela été ajoutées : pompiers, aérostiers, otages ou prisonniers, etc.

## Historique
Le nouveau généralissime Joffre, ancien vétéran de la guerre 1870, a appuyé la création de cette médaille commémorative.
Des médailles furent éditées par des associations d'anciens combattants qui firent de nombreuses versions de médailles comme la Médaille des vétérans de la guerre de 1870
La médaille commémorative de la guerre de 1870-1871 est officielle grâce à la loi du 9 novembre 1911.

## Caractéristiques
C'est une médaille en bronze, gravée par Georges Lemaire, dont l'avers représente le profil de Marianne casquée sous les traits de mademoiselle Fernande Dubois, artiste de l’Opéra-comique et le revers portant la légende « Aux défenseurs de la Patrie » et le millésime « 1870-1871 ». On en rencontre parfois des réalisations en bronze argenté. 
Le ruban associe symboliquement le noir du deuil de la défaite et le vert de l'espérance du retour de l'Alsace-Lorraine à la France. Les engagés volontaires peuvent en outre porter sur le ruban une barrette argentée.
Le ruban de la médaille de l’ordre de la Libération créé par le général de Gaulle reprendra ces mêmes couleurs noir et vert. À noter que le père de Charles de Gaulle reçut la médaille de 1870.